# 莱普利耶尔
莱普利耶尔（法語：Les Poulières，法語發音：[le puljɛʁ] ⓘ）是法国大東部大區孚日省的一个市镇，属于孚日圣迪耶区。

## 地理
莱普利耶尔（48°11'52"N, 6°47'28"E）面积2.98 平方千米，位于法国大東部大區孚日省，该省份为法国东北部内陆省份，北起默兹省和默尔特-摩泽尔省，西接上马恩省，南至上索恩省和贝尔福地区省，东临上莱茵省和下莱茵省。
与莱普利耶尔接壤的市镇（或旧市镇、城区）包括：比唐河畔贝尔蒙、比方丹、拉沙佩勒-德旺布吕耶尔。

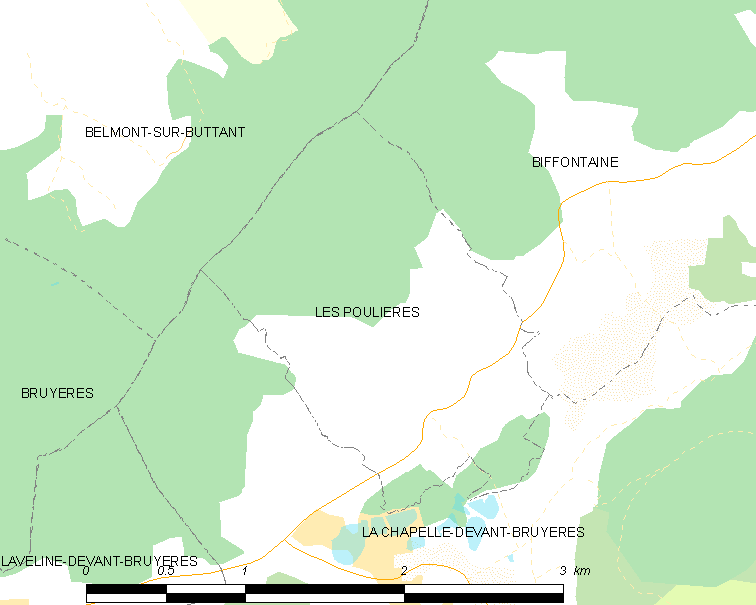
莱普利耶尔的OSM定位图

莱普利耶尔的时区为UTC+01:00、UTC+02:00（夏令时）。

## 行政
莱普利耶尔的邮政编码为88600，INSEE市镇编码为88356。

## 政治
莱普利耶尔所属的省级选区为布吕耶尔县。

## 人口

1962-2008年间莱普利耶尔人口变化图示

莱普利耶尔于2022年1月1日时的人口数量为302人。